# Musabeyli (Ağsu)
Musabeyli è un comune dell'Azerbaigian situato nel distretto di Ağsu. Conta una popolazione di 612 abitanti.